# 关西共通语
关西共通语（日语：／ Kansai kyōtsūgo），是近年来变得越来越同质化的近畿方言，是日本近畿地区广泛使用的区域共通语言。诸如“关西共通语”、“关西标准语”和“关西方言共通语”等名称尚未建立，但正在形成这些概念。

## 概要
近畿地区的方言很容易归为“关西方言”，但是近畿地区以及其他地区的每个地区都有不同的方言。然而，在今天的京阪神及周边地区，每种方言的特征都变得越来越同质化，特别是在年轻人中。
近畿方言有一定程度的共性，源于大阪和京都对周边地区的强大文化和经济影响。然而还会有譬如说，的含义在大阪为“不去”，在京都则变为“不能去”之类的让人产生误解的场面出现。这种方言差异造成的误解阻碍了人们的积极交流，并且出于商业原因也需要共同语言。一般来说，共同语言（标准语）经常用于这种情况（特别是在商业环境中），但与其他地区相比，在近畿地区必须矫正方言的想法很弱。在各种交流场合下使用方言能够带来利益而并非是不利。又以在阪电视放送局为中心的近畿地区的广域广播区中，由漫才等戏剧文化支撑，当地的综艺节目也经常使用全国共通语和各地近畿方言混合而成的大阪方言。在这背景下形成了，既不是全国共通语（或者说首都圈方言），也不是会造成误解的原本的各地方言的关西共通语。以上被认为是形成的重要因素。

## 关西共通语的例子
在下文中，“在大阪”是指“在最初说大阪方言的地方”。
- 的否定形式，在大阪是，在京都是（两者都是源自）。在共通语的影响下，以年轻人为核心开始被使用。最初从神户地区蔓延开来。

- 在神户，使用（例如）表达尊重，与大阪和京都的（例如）相区别。目前，在神户使用的人数正在增加。[2]

- 在京都，敬语可以用在亲属及动物上，然而共通语则不能。但是现在京都，只对上级使用的人在增加。

- 关于上述的，最初将（共通语中的）说成称之为大阪方言，但实际上在大阪，和都可以用（来表示的意思），但是由于后者与京都的表达不冲突，导致后者逐渐占据主导地位。对于非关西方言的使用者，京都方言单纯地将变成也更容易理解也是原因之一。当然，这些并非特定于一个词，而是全部的五段动词都有这样的情况。

- 粗体是原本的形式，细字是可以通用的形式。在大阪，它正在转变为避免冲突的形式。另一方面，京都的传统形式依然顽强，由于标准语的影响而导致的形式在之后传入，这也是被捕捉到的关西共同语言形成（的一个细节）。

| 中文翻译 | 标准语 | 大阪说法 | 京都说法 | 为了避免冲突的关西共通语的说法 |
| -------- | ------ | -------- | -------- | ------------------------------ |
| 不去     |        |          |          |                                |
| 不能去   |        |          |          |                                |

- 在京都、大阪、神户这样的城市，表明原因或理由的有衰退的倾向，从共通语来的正在取代它。例如：

 → （因为下雨了，把伞带上吧。）
- 诸如、之类的形容词连用形，原本伴随着ウ音便，说成、，但受到、之类的过去型的影响，像、这样的说法正在变得占主导地位。

- 在大阪，作为、的否定形式的是“／”、“／（新用法）”，但是与之不同的、也在年轻人的口中出现。被认为是从三重县、和歌山县、奈良县等地方流入的。[3]